# Lehmisaari (ö i Södra Karelen, Imatra)
Lehmisaari är en ö i Finland. Den ligger i sjön Pihlajavesi och i kommunen Ruokolax i den ekonomiska regionen  Imatra ekonomiska region  och landskapet Södra Karelen, i den södra delen av landet, 240 km nordost om huvudstaden Helsingfors. Öns area är 0,1 hektar och dess största längd är 50 meter i sydöst-nordvästlig riktning.